# HD 133392
HD 133392，又名BD+35 2642，SAO 64476、HR 5609，是一颗恒星，视星等为5.51，位于銀經57.21，銀緯60.85，其B1900.0坐标为赤經14h 59m 6.5s，赤緯+35° 60.85′ 50″。